# Borussia Dortmund (handboll)

Borussia Dortmunds klubbmärke.

Borussia Dortmund (Ballspielverein Borussia 1909 e.V. Dortmund) är en tysk idrottsförening (se Borussia Dortmund) från Dortmund i Nordrhein-Westfalen, vars handbollslag på damsidan spelar i Bundesliga.

## Meriter
- Challenge Cup-mästare (nuvarande European Cup) 2003
- Tyska mästare 2021
- Tyska cupmästare 1997

## Spelare i urval
- Therese Brorsson (2008–2009)
- Clara Monti Danielsson (2020–2021)
- Laura van der Heijden (2020–2022)
- Fatos Kücükyildiz (2021–2022)
- Clara Woltering (2003–2004, 2015–2019, 2021–2022)